# Arsenura albopicta
Arsenura albopicta är en fjärilsart som beskrevs av Jordan 1922. Arsenura albopicta ingår i släktet Arsenura och familjen påfågelsspinnare. Inga underarter finns listade i Catalogue of Life.